# 島津忠弘
島津 忠弘（しまづ ただひろ、1892年〈明治25年〉10月18日 - 1922年〈大正11年〉10月13日）は、日本の華族、男爵。通称は諄之介。

## 人物・略歴
忠弘は薩摩藩第12代藩主にして最後の藩主・島津茂久（島津忠義）の六男である。母は側室の菱刈久であった。
妻は岩倉具定の娘・季子で、季子との間に一男二女をもうけた。
のちに長男の島津斉視は家督を継いで男爵となり、久邇宮朝融王第二王女・久邇朝子を妻とする。長女の弘子は松平近義（農学博士）の妻、次女の淑子は東宮女官長となった。
1895年（明治28年）には分家し、その際父の勲功により明治天皇から男爵を授けられている。
宮内省に入省し、式部職の式部官や主猟官を務めたが、1922年（大正11年）10月13日に31歳で卒去した。
若くして亡くなったため、関係する資料も非常に少ないようである。

## 栄典・授爵
- 1895年（明治28年） - 男爵